# 須磨史衣
須磨 史衣（すま しえ、1978年7月21日 - ）は、日本の元・グラビアアイドル、元・女優。本名同じ。
広島県出身。大妻女子大学短期大学部卒業。ケイダッシュに所属していた。

## 略歴
1995年、本名の須磨 史衣（すま しえ）でグラビアアイドルとしてデビュー。同年、イエローキャブに所属し、すま りえに芸名を改めて、90cmのバストとエキゾチックな顔立ちでグラビアを席巻。1996年、オスカープロモーションに移籍、麻丘 知沙（あさおか　ちさ）に改名。
その後、ケイダッシュに移籍、芸名を須磨 史衣（すま しえ）に戻し、女優としてテレビドラマ、映画、舞台に主たる活動を移した。その後、オスカープロモーションに復帰するも、2022年現在、退社して芸能活動は行っていない模様。

## 出演

### テレビドラマ
- 外科医柊又三郎2（1996年、テレビ朝日）
- ギャルボーイ!（1997年、テレビ朝日）
- ショカツ 第9話（2000年、関西テレビ）
- 君の手がささやいている（2000年、テレビ朝日）
- スタイル! 第8話（2000年、テレビ朝日）
- はみだし刑事情熱系 第22話（2000年、テレビ朝日）
- 土曜ワイド劇場（テレビ朝日系列）
  - 遺言執行人（2000年）
  - 京都〜奈良 万葉の旅連続殺人!（2002年6月1日）
  - おとり捜査官・北見志穂6「消えた花嫁連続殺人 殺された警官とウェディングブーケの花粉の秘密…」（2004年3月13日）- 南亜紀
  - インターホン症候群の女（2004年）
- 火曜サスペンス劇場（日本テレビ）
  - 警部補 佃次郎13「孤独のゆくえ」（2001年7月31日）- 生花店従業員
  - 弁護士・高林鮎子29「フレッシュひたち17号の偽証 介護に悩む娘が涙した痴呆母の夢追い子守唄」（2001年11月20日）- 野沢亜紀
  - 地方記者・立花陽介19「箱根小田原通信局」（2002年9月24日）- 上原ユキエ
- 金曜エンタテイメント「京都祇園芸妓シリーズ8 小野小町殺人事件」（2000年、フジテレビ系列）
- 月曜ミステリー劇場（TBS）
  - 十津川警部シリーズ（渡瀬恒彦版）24「伊豆の海に消えた女」（2002年）- ホテル従業員
  - ゴミは殺しを知っている3（2002年）
  - 流れ星お銀!事件解決いたします3（2003年）
- 連続ドラマ「お見合い放浪記」第16話・第20話（2002年、NHK）
- 女と愛とミステリー「芸能記者・柳田信吉の挑戦・スター殺人事件」（2003年、テレビ東京・BSジャパン）
- 川、いつか海へ 6つの愛の物語 第2話（2003年、NHK）
- 戦後最大の疑惑事件・ロッキード事件〜その真実とは〜（2003年、日本テレビ）
- サラリーマン金太郎4 第8話（2004年、TBS）
- 水曜ミステリー9「捜査検事・近松茂道8」（2008年、テレビ東京・BSジャパン）
- 月曜ゴールデン「上条麗子の事件推理6」（2008年、TBS）

### バラエティ
- オールナイトフジR（1994年、フジテレビ）
- H・I・P（1995年、テレビ朝日）

### 舞台
- 夢の続き…（池袋演劇祭参加作品）（2007年8月、シアターグリーン）
- いつの頃から（2007年11月、ウッディシアター中目黒）

### 映画
- イケルシニバナ（2005年）
- カフェ代官山スイートボーイズ（2008年3月、シネカノン）

### CM
- エルセーヌ（1994年）
- ミツカン「かおりの蔵」（1998年）
- カルビー「ポテトチップス」（1998年）
- グアム政府観光局（1999年・2002年）
- 特許庁（2003年）

## 作品

### 写真集
すまりえ名義
- WARP（音楽専科社）
- SHORE（1995年6月1日、コンパス）
- PHOTO FLOPPS vol.5（1995年9月30日、DOME）

麻丘知沙名義
- PASTIS（1996年11月10日、ぶんか社）

### ビデオ
すまりえ名義
- 胸もとで囁いて（ピコ）